# Sabine Zwienerová
Sabine Zwienerová (* 5. prosince 1967) je bývalá německá atletka.

## Kariéra
Při svém startu na evropském juniorském mistrovství v roce 1985 obsadila třetí místo v běhu na 400 metrů překážek a byla členkou vítězné západoněmecké štafety na 4 × 400 metrů. V roce 1988 se stala halovou mistryní Evropy v běhu na 800 metrů, o dva roky později vybojovala v této disciplíně stříbrnou medaili. V běhu na 800 metrů startovala také na olympiádě v roce 1992 a na světovém šampionátu o rok později – vždy skončila v semifinále.